# Нюстё, Свен-Роальд
Свен-Роальд Нюстё (норв. Sven-Roald Nystø; род. 30 сентября 1956, Тюсфьорд, Нурланн) — норвежский луле-саамский политический деятель из региона Тюсфьорд, президент в течение двух сроков Саамского парламента Норвегии (1997—2005).